# 카나리 블랙
카나리 블랙(영어: Canary Black)는 영국에서 제작된 2024년 액션, 드라마 영화이다.

## 출연

### 주연
- 케이트 베킨세일 : 에이버리 그레이브스 역

### 조연
- 세프론 버로우스 : 엘리자베스 밀스 역
- 루퍼트 프렌드 : 데이비드 브룩스 역
- 벤 마일즈 : 네이선 에반스 역
- 마이클 브랜든 : 미국 대통령 역